# Remingtonocetidae
Remingtonocetidae é uma família de cetáceos extintos da subordem Archaeoceti.

## Classificação
Estão descritos os seguintes géneros:
- Família Remingtonocetidae Kumar e Sahni, 1986
  - Gênero Andrewsiphius Sahni e Mishra, 1975
  - Gênero Remingtonocetus Kumar e Sahni, 1986
  - Gênero Dalanistes Gingerich, Arif e Clyde, 1995
  - Gênero Attockicetus Thewissen e Hussain, 2000
  - Gênero Kutchicetus Bajpai e Thewissen, 2000